# El huésped (cuento de Amparo Dávila)
El huésped es un cuento de suspenso y terror psicológico de la escritora mexicana Amparo Dávila, publicado por primera vez en 1959 en la colección de relatos “Tiempo destrozado”.
Ambientado en un aislado pueblo, narra la historia de una mujer casada, cuya existencia monótona y desdichada se ve perturbada por la llegada de un misterioso huésped traído a su hogar por su esposo. Este personaje enigmático, de presencia inquietante y no del todo definida, despierta un profundo temor en la protagonista y altera significativamente la dinámica del hogar. "El huésped" es un relato narrado en primera persona, que ha sido alabado por la maestría con que Amparo Dávila se aparta del canon tradicional del género fantástico, trasladando lo insólito desde el exterior al ámbito existencial.

## Argumento
Ambientado en un lugar indeterminado de México, “El huésped" narra la angustiosa experiencia de una mujer que vive en un pueblo aislado y se halla atrapada en un matrimonio infeliz. Su marido, distante y desatento, introduce en su hogar al “huésped”, una criatura enigmática y amenazadora cuya naturaleza nunca se desvela con claridad. Esta presencia despierta un terror insondable en todos los habitantes de la casa, excepto en el marido, quien parece indiferente a las sensaciones que esta presencia genera en los demás moradores.
La criatura, de ojos amarillentos y aura siniestra, ocupa una habitación húmeda y oscura de la casa. Durante el día duerme, generando una aparente sensación de normalidad. Sin embargo, por las noches sale a merodear, lo que agrava el miedo y la ansiedad de la mujer y sus hijos. Aunque el huésped nunca los ha atacado directamente, la mujer presiente que el ser es hostil hacia quienes habitan el hogar, lo que crea una atmósfera opresiva y aterradora.
La tensión se intensifica cuando la criatura ataca al hijo pequeño de Guadalupe, la trabajadora doméstica. A pesar de este violento incidente, el marido persiste en su creencia de que el huésped es inofensivo y se niega a deshacerse de él. Debido a ello, aprovechando un viaje de su esposo por negocios y temiendo por la seguridad de sus hijos, la esposa y Guadalupe deciden actuar. Mientras el huésped duerme,cierran su habitación 
Al regresar, el marido encuentra desconcertante la muerte del huésped. La historia concluye sin revelar la verdadera naturaleza de este ser ni las consecuencias de su deceso.

## Personajes
La Esposa (Narradora): La protagonista de la historia es una mujer que vive una vida de insatisfacción en un matrimonio infeliz. Caracterizada por su sensibilidad y vulnerabilidad, se siente marginada y desatendida por su marido. La llegada del huésped intensifica su sensación de miedo y aislamiento, llevándola a enfrentarse a una realidad inquietante y a tomar medidas extremas.
El marido: Se muestra distante y desinteresado por las preocupaciones de su esposa. Su actitud indiferente y su insistencia en mantener al huésped en casa, a pesar del miedo y la angustia que provoca, reflejan su desconexión con la realidad emocional de su familia.
El Huésped: Representa el elemento central y misterioso de la historia. Su verdadera naturaleza nunca queda clara siendo una figura enigmática y aterradora ¿es un ser humano? ¿un ser sobrenatural? A través de su presencia amenazante y siniestra provoca un profundo impacto psicológico en la esposa y altera la dinámica del hogar.
Guadalupe: Guadalupe es una figura de apoyo y comprensión para la esposa. Su carácter fuerte y su valentía son evidentes, especialmente en la forma en que afronta la situación con el huésped. Ella comparte el miedo y la angustia de la esposa, y ambas deciden proteger a sus hijos deshaciéndose del huésped.
Los niños: Los hijos de la narradora y el pequeño Martín, hijo de Guadalupe, representan la inocencia y la vulnerabilidad. Afectados indirectamente por la presencia del huésped, su bienestar se convierte en una preocupación primordial para la esposa y Guadalupe, lo que les impulsa a actuar.